# The King of Queens
The King of Queens is een Amerikaanse sitcom, oorspronkelijk uitgezonden door CBS. Het programma werd uitgezonden sinds 21 september 1998. CBS zond zijn laatste aflevering uit op 21 mei 2007. In Nederland wordt de serie uitgezonden door  Comedy Central en in Vlaanderen door  Comedy Central.

## Inhoud
Doug en Carrie Heffernan (Kevin James en Leah Remini) wonen in het New Yorkse stadsdeel Queens, samen met Carries vader Arthur (Jerry Stiller), die op de kelderverdieping woont. Doug werkt als pakketbezorger bij IPS. Carrie werkt in eerste instantie bij een groot advocatenkantoor, maar in de laatste seizoenen bij een onroerendgoedkantoor.
Doug heeft drie vrienden, Deacon (Victor Williams), zijn neef Danny (Gary Valentine) en Spence (Patton Oswalt), waar hij regelmatig mee te vinden is. In de serie is hun buurman Lou Ferrigno (die zichzelf speelt).

## Dvd
In Nederland zijn alle seizoenen van The King of Queens op dvd verschenen. In november 2010 kwam een verzamelbox uit waarin alle dvd's zijn samengebundeld.